# Maison de Machecoul
La ville de Machecoul (Loire-Atlantique), berceau des premiers seigneurs du pays de Retz, fut aussi une châtellenie à l'origine d'une dynastie de seigneurs locaux qui portèrent son nom.
On distingue deux maisons de Machecoul :
- la première maison de Machecoul est une branche cadette de la maison de Retz : elle régna sur Machecoul de 1160 à 1235. Elle a été fondée par Raoul de Retz (vers 1106 – vers 1162), devenu Raoul Ier de Machecoul en 1160 ;
- la seconde maison de Machecoul est une branche cadette de la maison capétienne de Dreux de Bretagne[1] : elle régna sur Machecoul de 1235 à 1258. Elle a été fondée par le capétien Pierre Ier de Dreux dit « Pierre Mauclerc » ou « Pierre de Braine » (1190-06/07/1250), duc de Bretagne et comte de Dreux. Son fils, Olivier Ier de Machecoul (vers 1231-18/12/1279), lui a succédé, mais ses descendants n'ont pas régné sur la ville par la suite. La descendance d'Olivier Ier de Machecoul s'est néanmoins perpétué dans les seigneuries voisines de La Bénate, Saint-Philbert-de-Grand-Lieu, Vieillevigne, et d'autres. Le patronyme « de Machecoul » s'est éteint au début du XVe siècle, mais une branche cadette par les femmes s'est perpétuée jusqu'au XVIIe siècle sous le nom de « de La Lande-Machecoul »[1] (on trouve aussi, selon les sources, de La Lande de Machecoul, et également de Machecoul-La Lande, de Machecoul de La Lande).

La liste ci-après détaille la généalogie des deux maisons de Machecoul.

## Première maison de Machecoul

Armes de la maison de Retz : D'or à la croix de sable

La première maison de Machecoul est une branche cadette de la maison de Retz :
Raoul Ier de Retz (vers 1106 – vers 1162), fils de Garsire Ier de Retz (vers 1070 – vers 1141), laisse le pays de Retz à son frère Garsire II de Retz (vers 1105 – vers 1160) et se réserve la châtellenie de Machecoul, dont il prend le nom : il devient ainsi Raoul Ier de Machecoul.
- Raoul Ier de Machecoul (vers 1106 – vers 1162), seigneur de Machecoul et de La Roche-sur-Yon
+ Marie « Talvas » de Montgomery (vers 1101 à Bellême – ????), dame de Montgomery, de Bellême et de La Roche-sur-Yon[4]
  - Eustachie de Machecoul (vers 1130-????), dame de Chéméré
+ Gaudin II de Clisson (vers 1130 à Clisson – 1204), seigneur de Clisson
  - Bernard de Machecoul (vers 1140 à Machecoul – 17/03/1212), seigneur de Machecoul, de Saint-Philbert-de-Grand-Lieu, de La Bénate et de La Roche-sur-Yon
+ (vers 1185 à Tonnay-Charente) Éléonore de Tonnay (vers 1170 à Tonnay-Charente – après 1210 à Machecoul), dame de Luçon[5]
    - Raoul II de Machecoul (vers 1183-1214), seigneur de Machecoul, de Saint-Philbert-de-Grand-Lieu, de Luçon et de La Roche-sur-Yon
+ Eustachie de Mauléon
      - fille de Machecoul (???? – vers 1215)

    - Bernard de Machecoul (avant 1185-1212)
    - Béatrice II de Machecoul[6] (vers 1190 à Machecoul - 1235, inhumée aux Fontenelles), dame de Machecoul, de Luçon, de La Roche-sur-Yon et des Lucs[7]
(1) + (vers 1208) Guillaume de Mauléon (vers 1150 – mars 1214), seigneur de Talmont[8]
(2) +  (avant 1214) Aimery VIII de Thouars (vers 1187-1246), vicomte de Thouars et de La Chaize-le-Vicomte[9]
      - (de 1) Ebles de Mauléon (avant 1208-1212)
      - (de 2) Aimery de Thouars (???? – avant 1218), seigneur de Machecoul et de La Roche-sur-Yon
      - (de 2) Jeanne de Thouars (vers 1217-06/10/1258), dame héritière de Machecoul, de Luçon et de La Roche-sur-Yon, dame de Retz
(1) + (vers 1235) Hardouin V de Maillé (1223 – avant mars 1243), baron de Maillé, sénéchal de Poitou[10]
(2) + (vers 1243) Maurice de Montaigu (vers 1215 – avant 24/12/1277), dit « Maurice II de Belleville », seigneur de Belleville, de Montaigu, de La Garnache, de Beauvoir-sur-Mer, de Commequiers, de La Roche-sur-Yon et de Luçon[11]

  - Béatrice Ire de Machecoul (vers 1140-????), dame de Bellême
+ Renaud de La Jaille (vers 1142-1190), seigneur de Château-Gontier[12]

## Seconde maison (capétienne) de Machecoul

Armes de la maison de Dreux de Bretagne : Échiqueté d'or et d'azur au franc-quartier d'hermine et à la bordure de gueules

Sceau d'Olivier Ier de Machecoul, D'argent à trois chevrons de gueules, datant d'environ 1270, qui va devenir le blason de la seconde maison de Machecoul, puis le blason officiel de la ville en 1943.

La seconde maison de Machecoul est une branche cadette de la maison capétienne de Dreux de Bretagne :
Hugues Ier de Thouars (après 1146-1229), vicomte de Thouars, grand-oncle de Jeanne de Thouars (vers 1217-1258) (voir précédemment), épouse (avant 1203) Marguerite de Montaigu (vers 1189 – après 1241), dame de Montaigu, de Commequiers, de Machecoul et de La Garnache (fille de Maurice II de Montaigu (???? – après 1225), et d'Elvise de La Garnache). Marguerite de Montaigu, qui a hérité de la châtellenie de Machecoul, épouse ensuite en secondes noces (vers 1236) le capétien Pierre Ier de Dreux dit « Pierre Mauclerc » ou « Pierre de Braine » (1187-06/07/1250), duc de Bretagne (par son précédent mariage avec la duchesse héritière de Bretagne Alix de Thouars (1201-21/10/1221), nièce d'Hugues Ier de Thouars) et comte de Dreux (fils de Robert II de Dreux « le Jeune » (1154-28/12/1218), comte de Dreux, et de Yolande de Coucy (1164-18/03/1222), et arrière-petit-fils du roi de France Louis VI « le Gros » (01/12/1081-01/08/1137)). Pierre de Dreux a auparavant eu un fils d'une certaine Nicole (????-06/02/1232) (épouse (vers 1230 ?) ou maîtresse, dont l'origine est inconnue) : Olivier de Dreux « de Braine » (vers 1231-18/12/1279), chevalier, qui prend le nom de la seigneurie de Machecoul, dont il hérite : il devient Olivier Ier de Machecoul, seigneur de Machecoul, de La Bénate, du Coutumier, de Saint-Philbert-de-Grand-Lieu, de Montaigu et de La Garnache. Lui et plusieurs membres de sa famille sont inhumés dans l'Abbaye de Villeneuve, aux Sorinières.

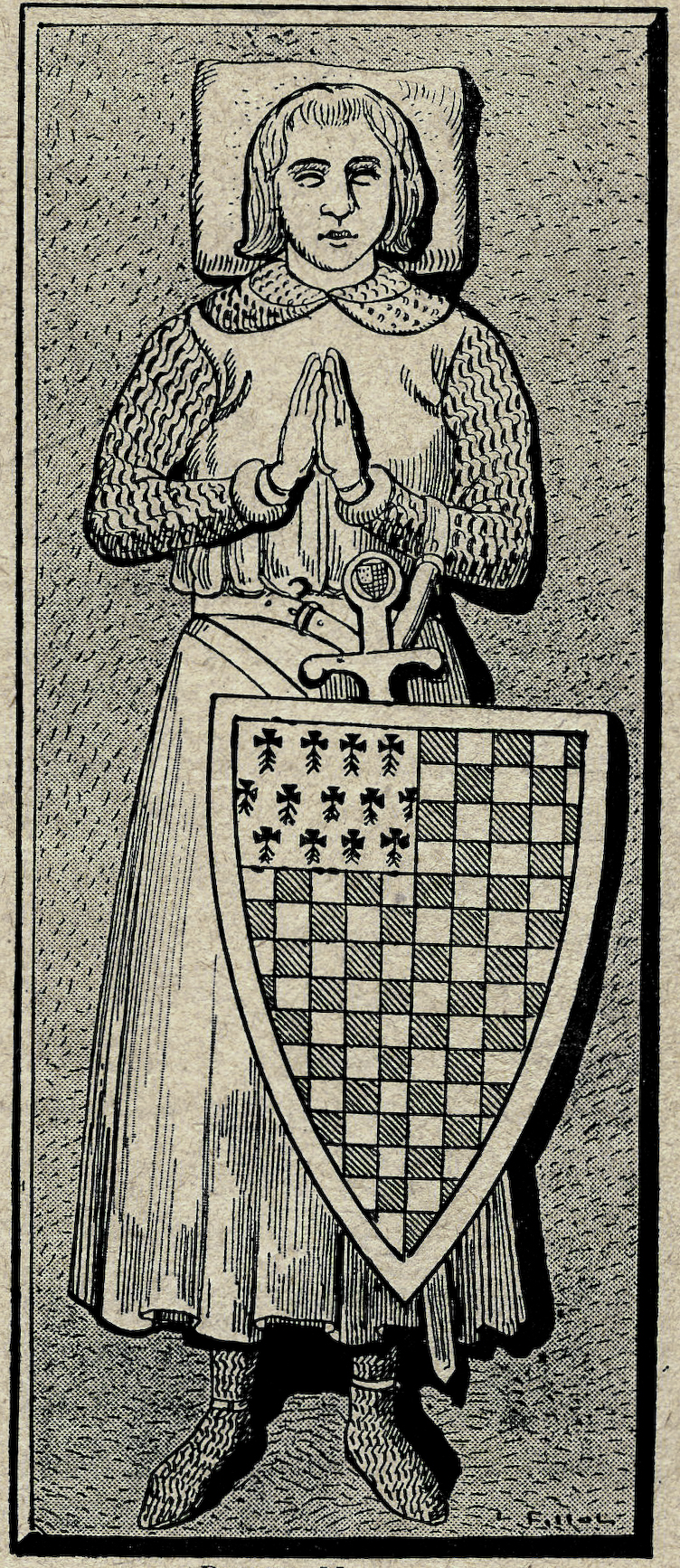
Pierre Ier de Dreux « Mauclerc » (1190-1250).
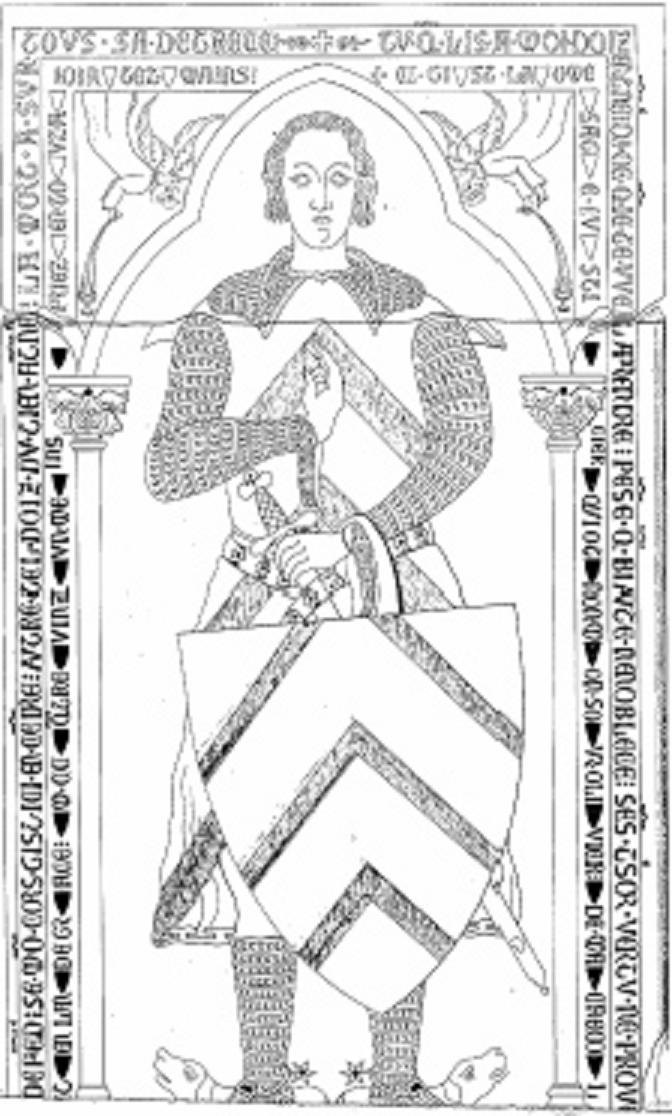
Olivier Ier de Machecoul (1231-1279) (d'après un dessin du « Bulletin de la société archéologique de Nantes » de 1859).

- Olivier Ier de Machecoul (vers 1231 à Machecoul – 18/12/1279 à Nantes, inhumé dans l'Abbaye de Villeneuve, aux Sorinières), chevalier, seigneur de Machecoul, de La Bénate, du Coutumier, de Saint-Philbert-de-Grand-Lieu, de Montaigu et de La Garnache
(1) + (vers 1250) « Marquise » Amicie de Coché (1235 à Vitré – 2 8/11/1268 à Machecoul, inhumée dans l'Abbaye de Villeneuve, aux Sorinières), marquise de Souché, dame de Coché, de La Bénate et du Coutumier[14]
(2) + (1269) Eustachie de Vitré (vers 1240 – après 1288), dame des Huguetières[15]
  - (de 1) Nicole de Machecoul (vers 1251-????), dame de Boisrouault
+ (vers 1270) Philippe Pantin (vers 1220 à Champtoceaux – après 1289), seigneur de La Hamelinière[16]
  - (de 1) Jean Ier de Machecoul (vers 1255-28/11/1308, inhumé dans l'Abbaye de Villeneuve, aux Sorinières), seigneur de Machecoul, de Coché, de La Bénate, de Bourgneuf, du Coutumier et de Bouin
+ (10/10/1271) Eustachie Chabot (1256 – vers 1285)[17]
    - Gérard Ier (ou Girard) de Machecoul (vers 1278 Bourgneuf-en-Retz – 31/10/1343 à La Bénate, inhumé à Bourgneuf-en-Retz), seigneur de Machecoul, de Coché, de Bourgneuf-en-Retz, de Bouin, de La Bénate et du Coutumier
+ (1315) Éléonore de Thouars (1298-26/02/1364 à Bourgneuf-en-Retz), dame du Loroux-Bottereau, de La Bénate et du Bois-Onain en Bourgneuf-en-Retz[18]
      - Louis Ier de Machecoul (1316-06/09/1360 à Bourgneuf-en-Retz), seigneur de Machecoul, du Loroux-Bottereau, de Coché, de Bourgneuf-en-Retz, de Bouin, de La Bénate et du Coutumier
(1) + (09/03/1341 à Limoges) Jeanne de Bauçay (1305-02/04/1349), dame de Champtocé-sur-Loire et de La Voûte[19]
(2) + (vers 1352) ?????? de Léon (????-1355)
        - (de 1) Catherine de Machecoul[20] (1344-21/07/1410), dame de Bauçay, de Champtocé-sur-Loire, d'Ingrandes, de La Suze-sur-Sarthe, de La Bénate et de Bouin
+ (1355) Pierre Ier de Craon (1315-19/11/1376), seigneur de La Suze-sur-Sarthe[21]
        - (de 1) Gérard (ou Girard) de Machecoul (1346-02/04/1349)
        - (de 1) Blanche de Machecoul (vers 1348-????)
+ (1370) Ybles II de La Roche-Andry (vers 1345 – après 1399)[22]

      - Jean de Machecoul (1318-12/02/1403), seigneur de Vieillevigne
+ (vers 1343) Eschive de Vivonne (vers 1325 à Oulmes – 1383)[23]
        - Catherine de Machecoul (vers 1340-????)
+ André Rouault (vers 1335 – après 1398), seigneur de Boisménard et de La Rousselière[24]
        - Miles (ou Milet, Milon) de Machecoul (1345 – après 1397), seigneur de Vieillevigne
+ (vers 1369) Jeanne Gâtineau (????-08/08/1387), dame de Vieillevigne[25]
          - Gérard II (ou Girard) de Machecoul (1370-1425), chevalier, seigneur de Vieillevigne, de la Gaisne et de Crossac
+ (05/03/1392) « Marquise » Marguerite de Penhoët (vers 1375-????)[26]
            - Jean II de Machecoul (1394-1426), seigneur de Vieillevigne et de Crossac
+ (vers 1420) Jeanne de Bazauges
            - Louis II de Machecoul (1396 – après 1434), seigneur de Vieillevigne, de La Gaisne, de Crossac et de Grandlieu
+ (16/06/1434) Françoise de Châteaubriant[27]

          - Placidas de Machecoul (1372 – après 1422)
          - Marguerite de Machecoul (1374-1464), dame de Vieillevigne et de Crossac
+ (1430) Jean de La Lande (????-04/02/1443)[28], seigneur de Mines et de La Haie-Mahéas
            - descendance de La Lande-Machecoul (ci-après)

        - Eustache de Machecoul (1350 – après 1400), chevalier, seigneur de Velluire et de La Touche
+ Jeanne Le Plessis
          - Jean de Machecoul, chevalier, seigneur de Velluire
+ Anne Sauvestre
            - Anne de Machecoul
+ Guillé Royrand, chevalier, seigneur de La Girardière et de La Claye

      - Gérard (ou Girard) de Machecoul (1320 – après 1342), moine
      - Éléonore de Machecoul (1325-1367), dame du Coutumier, religieuse
      - Catherine de Machecoul (1327-1362), dame du Coutumier
+ (vers 1340) Thibaut VIII Chabot (1322-25/11/1363), seigneur de La Grève, de Laurière, des Granges, de Fontenay, de Vouvent et du Petit-Château[29]
      - Marguerite de Machecoul (1329-14/05/1417)
+ (vers 1350) Guy II de La Forêt (vers 1325-23/08/1392), chevalier, seigneur de Commequiers[30]
      - Isabeau (ou Isabelle) de Machecoul (1332-1354)
+ (1341) Guy de Chemillé (1320-23/01/1352)[31]

    - Jean de Machecoul (1279-20/06/1347 à La Roche-Derrien)
+ (02/11/1318) Jeanne de La Gaisne (1300-1343)
      - Jean de Machecoul (vers 1319-1347 à La Roche-Derrien), seigneur de Machecoul
      - Amable de Machecoul (vers 1320-????)
+ Guillaume de Goulaine (????-1347)[32]

    - Guillaume de Machecoul (1280-1345), prêtre, chanoine de Nantes
    - Raoul de Machecoul (1281-01/01/1358), évêque d'Angers
    - Louise de Machecoul (1282-1363), religieuse
    - fille de Machecoul (1283 – après 1342)
    - Briant de Machecoul (1284 – après 1350), clerc, conseiller du roi
    - Isabeau (ou Isabelle) de Machecoul (1285 – juin 1337), dame de La Guerche et du Plessis
+ (1320) Olivier II de Tournemine (1300-20/06/1347 à La Roche-Derrien), chevalier, seigneur de La Hunaudaye

  - (de 2) Thomasse de Machecoul (1270 – après 1333), religieuse
  - (de 2) Isabeau (ou Jeanne ?) de Machecoul (1272-23/09/1316 à Rennes), dame des Huguetières
+ (1290) Geoffroy VII de Châteaubriant (vers 1257-27/03/1301), baron de Châteaubriant, châtelain du Désert, seigneur de Candé, de Vioreau, de Challain, du Lion-d'Angers et de Chanzeaux[33]
  - (de 2) Olivier II de Machecoul (1273 – mars 1310), valet, seigneur de Saint-Philbert-de-Grand-Lieu
+ (juin 1284) Isabeau Chabot (vers 1269-1289)[17]
  - (de 2) Anne Louise de Machecoul (1276 à Machecoul – 1307 à Donges, inhumée dans l'Abbaye de Villeneuve, aux Sorinières)
+ (1295) Guillaume de Rieux (1260 à Rieux – 1310), seigneur de Rieux, de Nozay et de Fougeray[34]

## Famille de La Lande-Machecoul
En 1430, Marguerite de Machecoul (1374-1464), dame de Vieillevigne et de Crossac (et fille de Miles de Machecoul (1345 – après 1397), seigneur de Vieillevigne, et de Jeanne Gâtineau (????-08/08/1387), dame de Vieillevigne, cités plus haut), épouse Jean de La Lande (????-04/02/1443), seigneur de Mines et de La Haie-Mahéas (et fils de Guillaume de La Lande et de Jeanne de Blossac) ; leur descendance porte le nom de « de La Lande-Machecoul » (on trouve aussi, selon les sources, de La Lande de Machecoul, et également de Machecoul-La Lande, de Machecoul de La Lande).
- Marguerite de Machecoul (1374-1464), dame de Vieillevigne et de Crossac
+ (1430) Jean de La Lande (????-04/02/1443)[28], seigneur de Mines et de La Haie-Mahéas
  - Tristan de La Lande-Machecoul (vers 1415-29/06/1466), seigneur de Vieillevigne et de Grandlieu
  - Perrine de La Lande-Machecoul (vers 1420 – janvier 1470)
+ (1440) Jean II du Bouays (vers 1420-14/09/1468 à Saint-Gondran)[35], écuyer
  - François de La Lande-Machecoul (vers 1420-19/11/1503) seigneur de Vieillevigne, prétendant à la baronnie de Retz, seigneur de Crossac, de Machecoul, de La Sénaigerie, de La Gaudinais en Frossay et de La Coignardière en Monnières
(1) + (vers 1439) Jeanne de Malestroit
(2) + (vers 1451) Perrine L'Espervier, première dame de La Cour-de-Bouée
    - (de 1) Jeanne de La Lande-Machecoul
 + Pierre Giquel (vers 1470-????)
    - (de 1) René de La Lande-Machecoul (???? – vers 1541), seigneur de Vieillevigne
    - (de 2) Jean Ier de La Lande-Machecoul (vers 1455-????), seigneur de Vieillevigne, de Bouin, de Bougon et de Saint-Étienne-de-Corcoué
+ (1473) Jeanne Chasteigner (vers 1455-????), dame de Bougon et de La Berlaire
      - Jean II de La Lande-Machecoul (vers 1475-1581), seigneur de Vieillevigne, de Bougon, de Saint-Étienne-de-Mer-Morte, de Macremont, de Chomaye et de Bouin, écuyer
(1) + (vers 1525) Bonaventure d'Avaugour (vers 1515-1581), dame de Kergrois ; 
(2) + Marguerite Baud
        - (de 1) Jean III de La Lande-Machecoul (vers 1533 – avant 1570), seigneur de Vieillevigne
+ Jeanne de Henleix, dame de La Lardière
          - René de La Lande-Machecoul (????-1604), seigneur de Vieillevigne, de Grandlieu et de Bouin, gentilhomme ordinaire de la chambre du roi
+ (03/04/1596 à Fontenay-le-Comte) Louise de Talensac, dame de Rocheservière et de Loudrière en Saint-Mesmin
            - Gabriel de La Lande-Machecoul dit « le marquis de Vieillevigne » (1601-15/10/1660), seigneur de Vieillevigne, de Rocheservière, de Grandlieu, de Bougon, de Saint-Étienne-de-Mer-Morte, de Touvois, de Kergrois, de Saffré et de Vay, baron de Montaigu
+ (1630) Renée d'Avaugour (15/04/1605-1672), dame de Kergrois et de Saffré, marquise douairière de Vieillevigne[36]
              - Marguerite de La Lande-Machecoul, dame de Vieillevigne, de Saffré, de Saint-Étienne-de-Mer-Morte, de Touvois, de Bougon, de Rocheservière, et de Grandlieu
+ (1656) Henri de La Chapelle, seigneur de La Roche-Giffart et de Sion, marquis de Fougeray, comte de Chamballan, baron de La Roche-en-Nort
              - Louise Henriette de La Lande-Machecoul (????-1701 à Vieillevigne)
+ (avant 1667) Jacques Antoine de Crux (????-1669), marquis de Courboyer
              - Henriette de La Lande-Machecoul (???? – avant 1674)
+ (19/12/1659) Jacques Le Clerc, baron de Juigné
              - François de La Lande-Machecoul (????-1649)
              - Anne de La Lande-Machecoul
+ (1663) Louis de Montmorency, marquis de Montmorency et de Ducé
              - Antoinette de La Lande-Machecoul
+ ?????? de Chandieu, marquis de Chapes

            - Françoise de La Lande-Machecoul
(1) + Samuel Daniel d'Avaugour (1601-1663), seigneur de Saffré[37]
(2) + François de La Béraudière, marquis de L'Isle-Jourdain

          - Marguerite de La Lande-Machecoul, dame de La Lardière
(1) + Jean Chasteigner, seigneur de La Grolière
(2) + (1591) Élie de Goulaine (????-1630), seigneur de Landouinière
          - Josias de La Lande-Machecoul
          - Jacquette de La Lande-Machecoul
+ Charles de Montauban, seigneur de L'Aujardière

        - (de 1) Barbe de La Lande-Machecoul (vers 1535 – avant 1564)
+ (24/01/1554) Jean VI de Goulaine (???? – avant 1609), seigneur de Landouinière[38]
        - (de 1) Gilles de La Lande-Machecoul (vers 1538 – vers 1596), seigneur de Saint-Étienne-de-Mer-Morte, gouverneur de Talmont
(1) + Anne de Goulard
(2) + Perrette Barbaste
          - (de 2) Isaac (ou Étienne) de La Lande-Machecoul, seigneur de Saint-Étienne-de-Mer-Morte et de Bouin
+ (1645) Marthe Chabot (1591-1645)[39]
            - Judith de La Lande-Machecoul
(1) + (avant 1639) Charles de Bessay, écuyer, seigneur de La Rançonnière[40]
(2) + Denis du Sariel, seigneur du Bois-Rouault
            - Anne de La Lande-Machecoul
+ Charles Chasteigner, seigneur de La Grolière

        - (de 1) Renée de La Lande-Machecoul (vers 1540-????)
+ (22/03/1559) Giron de Bessay, seigneur de Saint-Hilaire, chevalier
        - (de 1) Marguerite de La Lande-Machecoul
+ (1566) René Bégaud

      - Renée de La Lande-Machecoul (???? – avant 1566)
+ Gilles Buor, seigneur de Mayronnière
      - René de La Lande-Machecoul (???? – vers 1541), seigneur de Vieillevigne
      - Guillaume de La Lande-Machecoul, seigneur de Bougon, procureur général de Bretagne
+ Marie Meschinet
        - Jean de La Lande-Machecoul
(1) + Jeanne de Boderu (???? – vers 1504)
(2) + Marguerite Gillet
          - (de 1) Louis de La Lande-Machecoul
+ ?????? ??????
            - Marguerite de La Lande-Machecoul, dame de Bougon
+ Antoine de Grimault, seigneur de La Clartière

          - (de 1) Florie de La Lande-Machecoul
+ René de La Touche-Limouzinière, seigneur de La Foresterie
          - (de 2) René de La Lande-Machecoul (1504-????)
          - (de 2) Guy de La Lande-Machecoul (1506-????)
          - (de 2) Guillaume de La Lande-Machecoul (1510-????)

## Quelques descendants notoires
La seconde maison de Machecoul a donné naissance, par de multiples mariages de ses membres féminins, à un nombre vertigineux de descendants de petite noblesse locale, mais aussi de haute noblesse : on citera par exemple Catherine de Médicis, mère des rois de France François II, Charles IX et Henri III, mais aussi et surtout la totalité de la famille royale de France de Bourbon (à partir d'Henri IV en personne), et qui descendent tous de Louise de Machecoul (1276-1307), benjamine des enfants d'Olivier Ier de Machecoul (1231-1279), par la filiation suivante :
```
Olivier
 I
er
 
de Machecoul
 (vers 1231-18/12/1279, inhumé dans l'
Abbaye de Villeneuve
, aux 
Sorinières
), 
chevalier
, seigneur de 
Machecoul
, de 
La Bénate
, du 
Coutumier
, de 
Saint-Philbert-de-Grand-Lieu
, de 
Montaigu
 et de 
La Garnache

x (1268) Eustachie de 
Vitré
 (vers 1240 – après 1288), dame des 
Huguetières
[
15
]

│
└──> Anne 
Louise de 
Machecoul
 (1276-1307, inhumée dans l'
Abbaye de Villeneuve
, aux 
Sorinières
)
     x (1295) Guillaume de Rieux (1270-1310), seigneur de Rieux, de 
Nozay
 et de 
Fougeray
[
34
]

     │
     └──> 
Jeanne de Rieux
 (vers 1305-????)
          x (1330) Jean de 
Kergolay
 (????-11/09/1339), seigneur de 
Kergolay
 en 
Motreff

          │
          └──> 
Jean de 
Kergolay
 (vers 1335-29/09/1364), seigneur de 
Kergolay
 en 
Motreff

               x (vers juin 1363) Marie de Léon, dame de Buchy
               │
               └──> 
Jeanne de 
Kergolay
 (vers 1364 – vers 1396), dame de 
Kergolay
 en 
Motreff
, de 
Frinandour
 et de 
Quemper-Guézennec

                    x (vers 1379) 
Raoul IX de Montfort
 (1394-19/09/1419), 
seigneur de Montfort
, de 
Gaël
, de 
Kergolay
 en 
Motreff
, de 
Frinandour
 et d'
Acquigny
, 
baron de La Roche-Bernard
, ambassadeur du 
duc de Bretagne
, capitaine de 
Charles VII
[
41
]

                    │
                    └──> 
Jean
 I
er
 
de Montfort
 (1385-12/08/1414), comte de 
Laval
 sous le nom de 
Guy XIII de Laval
, seigneur de 
Kergolay
, 
baron de La Roche-Bernard
, baron de 
Laz
, châtelain de La Brétesche, seigneur de 
Lohéac
 et de La Roche-en-Nort, 
seigneur d'Acquigny
, vicomte de 
Rennes
, 
chevalier
 banneret
                         x (22/01/1404) 
Anne de Montmorency-Laval
 (1385-25/01/1466 à 
Vitré
), dame héritière de 
Laval
, baronne héritière de 
Vitré
, vicomtesse héritière de 
Rennes
, de Châtillon-en-Vendelais, de Gavre, d'Acquigny, d'Aubigné, 
Courbeveille
, dame héritière de 
Tinténiac
, de 
Bécherel
 et de 
Romillé
[
42
]

                         │
                         └──> 
Jeanne de
 Montfort-
Laval
 (1406-18/12/1468), dame de Campzillon
                              x (24/08/1424 à 
Rennes
) 
Louis I
er
 de Bourbon
 (vers 1376-21/12/1446 à 
Tours
), 
comte de Vendôme
, ambassadeur grand chambellan, souverain maître de l'Hôtel du roi
[
43
]

                              │
                              └──> 
Jean
 VIII 
de Bourbon
 (1428-06/01/1478), 
comte de Vendôme

                                   x (09/11/1454) Isabelle de Beauvau (1436-1474), dame de 
La Roche-sur-Yon
 et de 
Champigny-sur-Veude

                                   │
                                   ├──> 
François de Bourbon
 (1470-03/10/1495), 
comte de Vendôme
, de 
Saint-Pol
, de 
Soissons
, de 
Marle
 et de Conversano, seigneur d'
Épernon
 et de 
Rémalard

                                   │    x (08/09/1487) 
Marie de Luxembourg
 (1472-01/04/1546), 
comtesse de Soissons
, de 
Saint-Pol
 et de 
Marle
, vicomtesse de 
Meaux
, dame de Condé
[
44
]

                                   │    │
                                   │    └──> 
Charles
 IV 
de Bourbon
 (02/06/1489 à 
Vendôme
 – 25/03/1537), 
comte
 puis duc de 
Vendôme
, 
duc de Bourbon
, de 
Soissons
, de 
Marle
 et de 
Conversano

                                   │         x (18/05/1513) 
Françoise de Valois
 (1491-14/09/1550), duchesse de Beaumont, d'
Alençon
, de 
Sainte-Suzanne
, de 
Château-Gontier
 et de 
La Flèche
[
45
]

                                   │         │
                                   │         └──> 
Antoine de Bourbon
 (25/04/1518-17/11/1562 à 
Saint-Jean-d'Angély
), 
duc de Bourbon
, de 
Vendôme
 et de Beaumont, 
roi de Navarre
 sous le nom d'
Antoine I
er
 de Navarre
, duc d'Albret, lieutenant-général du royaume
                                   │              x (20/10/1548 à 
Moulins
) 
Jeanne d'Albret
 (07/01/1528 à 
Saint-Germain-en-Laye
 – 09/06/1572 à 
Paris
), 
reine de Navarre
 sous le nom de 
Jeanne III de Navarre
, duchesse d'Albret, vicomtesse de 
Limoges
[
46
]

                                   │              │
                                   │              └──> 
Henri de Bourbon
 (13/12/1553 à 
Pau
 – 14/05/1610 à 
Paris
), vicomte de 
Limoges
, duc de 
Vendôme
, 
roi de Navarre
 sous le nom d'
Henri III
 puis roi de 
France
 sous le nom d'
Henri IV

                                   │                   │
                                   │                   └──> 
d'où descendent les rois de 
France
 
Louis XIII
, 
Louis XIV
, 
Louis XV
, 
Louis XVI
, 
Louis XVII
, 
Louis XVIII
, 
Charles X
 et 
Louis-Philippe I
er
, mais aussi le roi d'
Espagne
 
Juan-Carlos I
er
, le roi de 
Belgique
 
Albert II
, le grand-duc du 
Luxembourg
 
Henri
, le prince du 
Liechtenstein
 
Hans-Adam II
, etc.

                                   │
                                   └──> 
Jeanne de Bourbon
 (1471-22/01/1511)
                                        x (02/06/1495) Jean III de La Tour d'Auvergne (1467-28/03/1501), 
comte d'Auvergne
 et de Boulogne
                                        │
                                        └──> 
Madeleine de la Tour d'Auvergne
 (1495-28/04/1519), comtesse de Boulogne et d'
Auvergne
, dame de 
La Tour-d'Auvergne
, dame de Saint-Saturnin
                                             x (02/05/1518) 
Laurent II de Médicis
 (13/09/1492 à 
Florence
 – 04/05/1519 à 
Florence
), 
duc d'Urbino
[
47
]

                                             │
                                             └──> 
Catherine de Médicis
 (13/04/1519 à 
Florence
 – 05/01/1589 à 
Blois
), comtesse d'
Auvergne
, 
duchesse d'Urbino
, reine de 
France

                                                  x (28/10/1533 à 
Marseille
) 
Henri de Valois-Angoulême
 (31/03/1519 à 
Saint-Germain-en-Laye
 – 10/07/1559 à 
Paris
), roi de 
France
 sous le nom d'
Henri II de France
, duc de Bretagne, duc d'
Orléans
[
48
]

                                                  │
                                                  ├──> 
François de Valois-Angoulême
 (19/01/1544 à 
Fontainebleau
 – 06/12/1560 à 
Orléans
), roi de 
France
 sous le nom de 
François II
, dauphin du Viennois
                                                  │
                                                  ├──> 
Charles
 Maximilien 
de Valois-Angoulême
 (27/06/1550 à 
Saint-Germain-en-Laye
 – 30/05/1574 à 
Vincennes
), roi de 
France
 sous le nom de 
Charles IX

                                                  │
                                                  └──> 
« 
Henri
 » Édouard Alexandre 
de Valois-Angoulême
 (19/09/1551 à 
Fontainebleau
 – 02/08/1589 à 
Saint-Cloud
), duc d'
Angoulême
, d'
Orléans
 et de 
Bourbon
, comte de Forez, d'
Agen
 et de Rouergue, duc d'
Anjou
, comte d'
Auvergne
, roi de 
Pologne
 sous le nom d'
Henryk IV Walezy
, roi de 
France
 sous le nom d'
Henri III
```

De même, par diverses autres branches, Olivier Ier de Machecoul (1231-1279) est aussi l'ancêtre de la reine du Royaume-Uni Élisabeth II, du roi d'Espagne Juan-Carlos Ier, du prince de Monaco Albert II, du roi de Belgique Albert II, du grand-duc du Luxembourg Henri, de la reine des Pays-Bas Beatrix, de la reine du Danemark Margrethe II, du roi de Suède Charles XVI Gustave, du roi de Norvège Harald V, et du prince du Liechtenstein Hans-Adam II. Tous descendent de plusieurs femmes de la famille : trois des filles d'Olivier Ier de Machecoul (1231-1279) (Nicole de Machecoul (après 1250-????), Isabeau de Machecoul (1272-1316) et Louise de Machecoul (1276-1307)), l'une de ses arrière-petites-filles (Catherine de Machecoul (1327-1362)) et l'une de ses arrière-arrière-petites-filles (Catherine de Machecoul (1344-1410)).

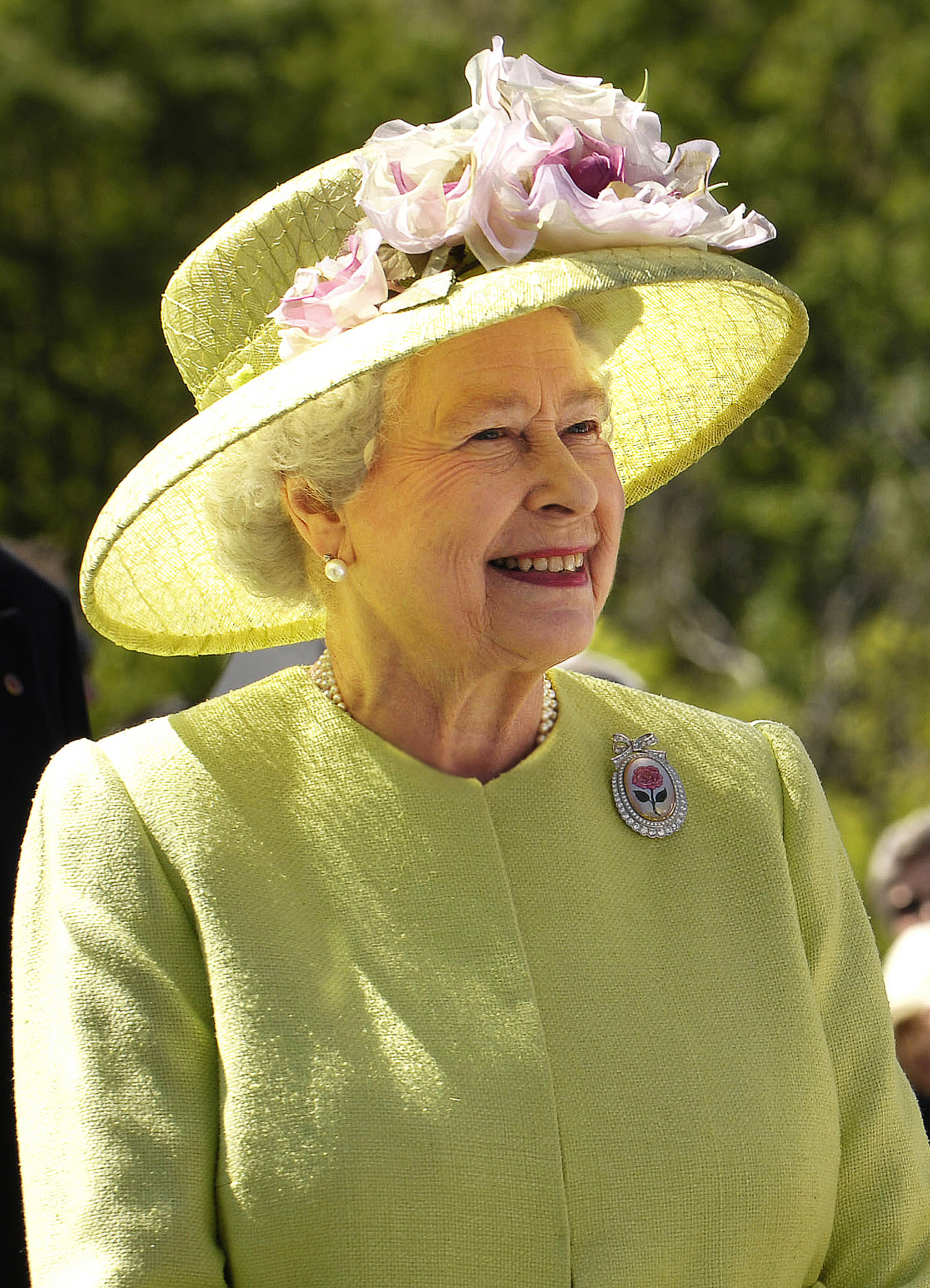
La reine du Royaume-Uni Élisabeth II descend à la fois d'Isabeau de Machecoul (1272-1316) et de Louise de Machecoul (1276-1307).
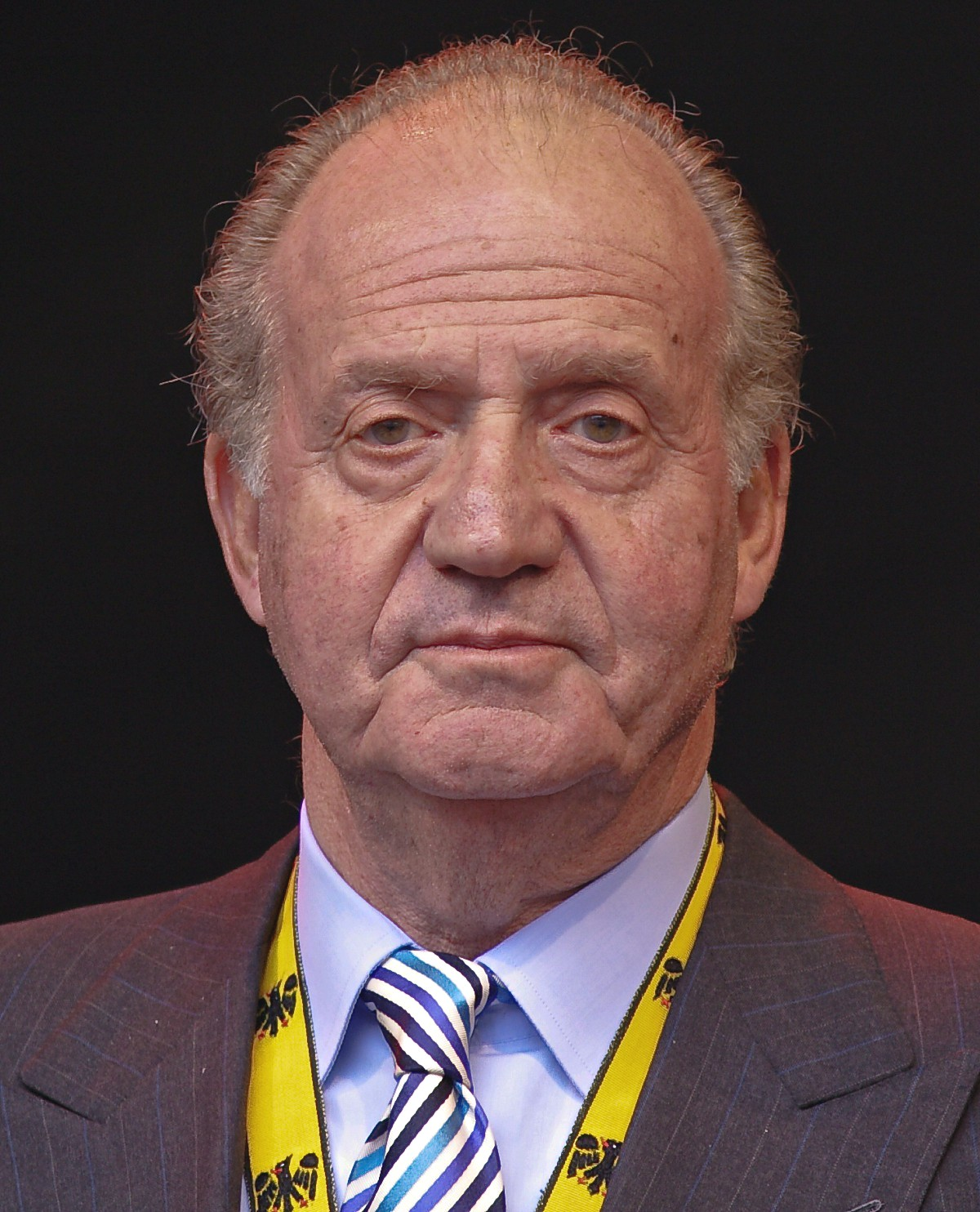
Le roi d'Espagne Juan-Carlos Ier descend à la fois de Nicole de Machecoul (après 1250-????), de Louise de Machecoul (1276-1307) et de Catherine de Machecoul (1344-1410).
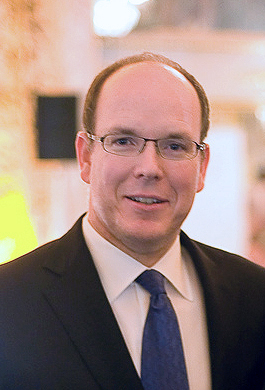
Le prince de Monaco Albert II descend à la fois d'Isabeau de Machecoul (1272-1316), de Louise de Machecoul (1276-1307) et de Catherine de Machecoul (1327-1362).
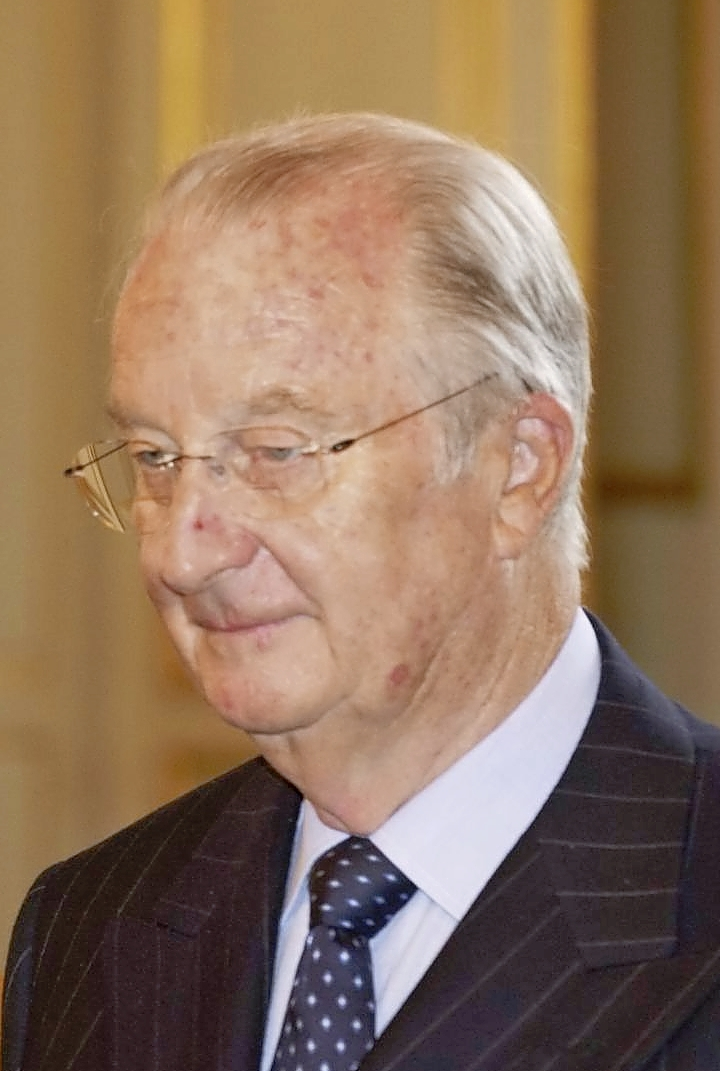
Le roi de Belgique Albert II descend à la fois de Nicole de Machecoul (après 1250-????), d'Isabeau de Machecoul (1272-1316), de Louise de Machecoul (1276-1307) et de Catherine de Machecoul (1344-1410).
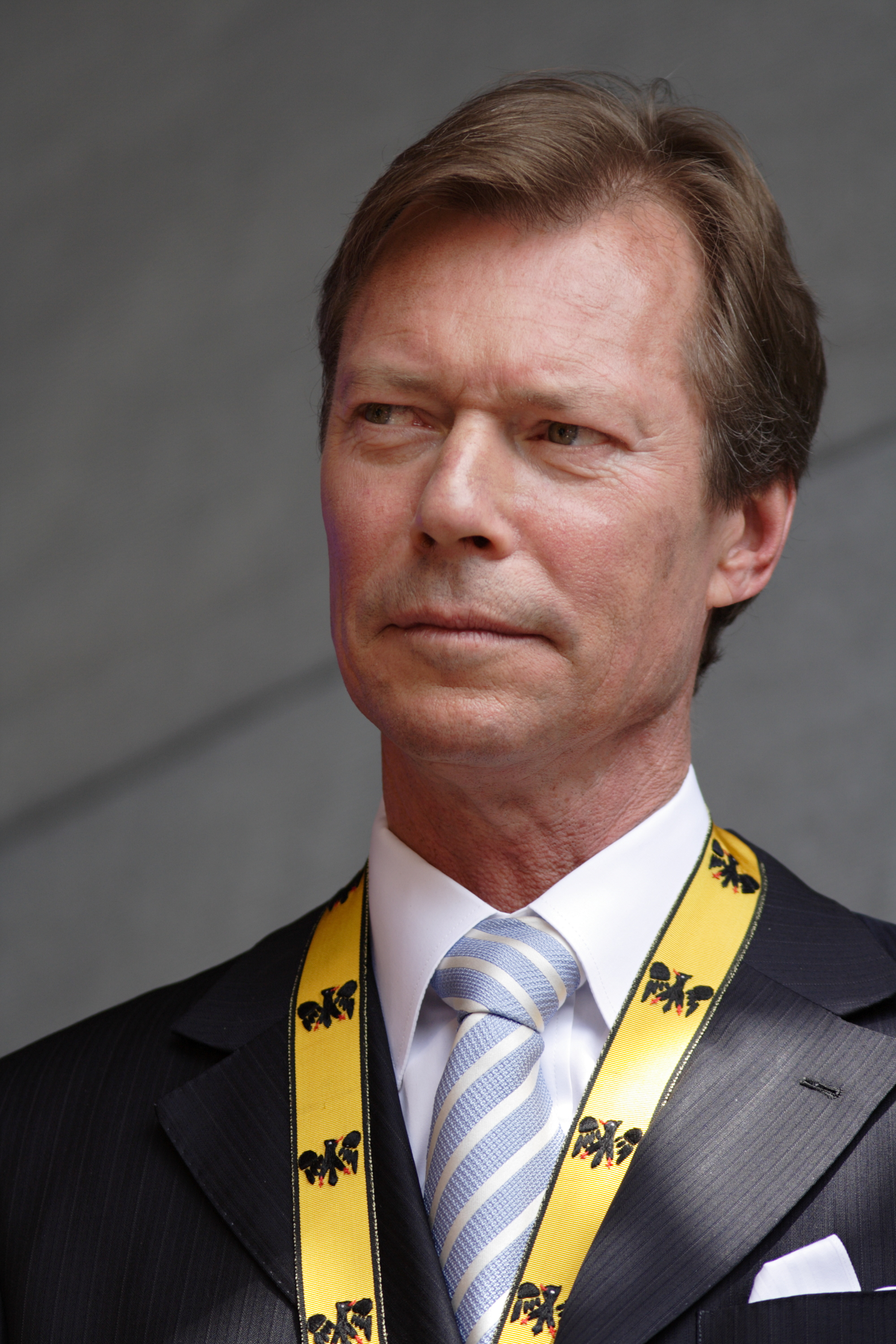
Le grand-duc du Luxembourg Henri descend à la fois de Nicole de Machecoul (après 1250-????), de Louise de Machecoul (1276-1307) et de Catherine de Machecoul (1344-1410).
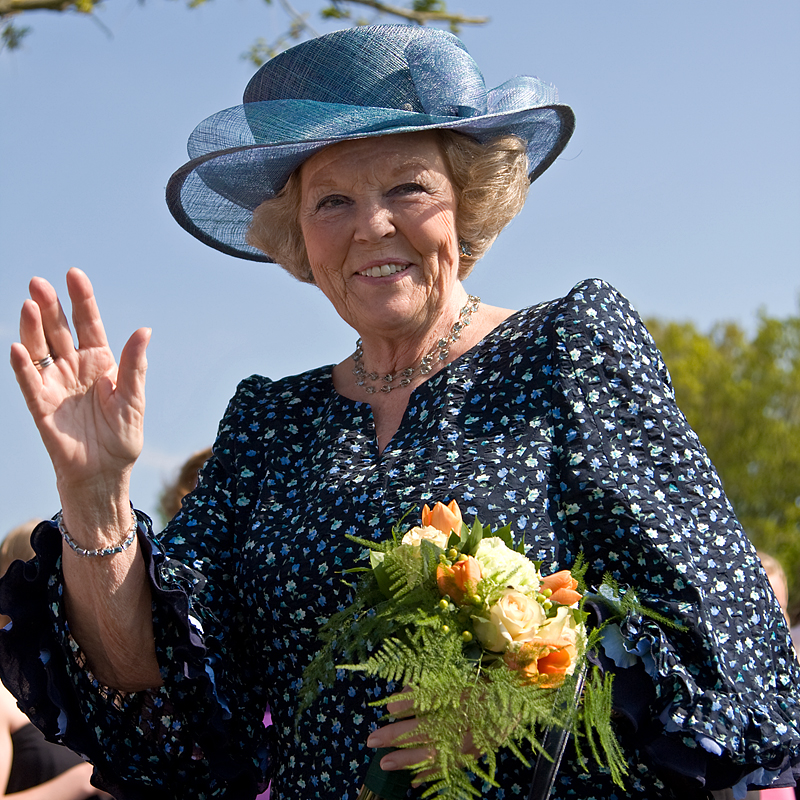
La reine des Pays-Bas Beatrix descend à la fois d'Isabeau de Machecoul (1272-1316) et de Louise de Machecoul (1276-1307).
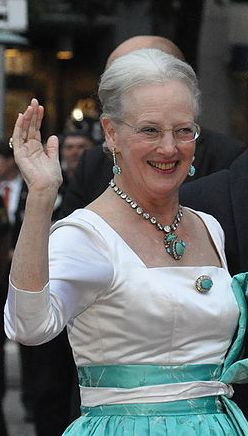
La reine du Danemark Margrethe II descend à la fois d'Isabeau de Machecoul (1272-1316) et de Louise de Machecoul (1276-1307).
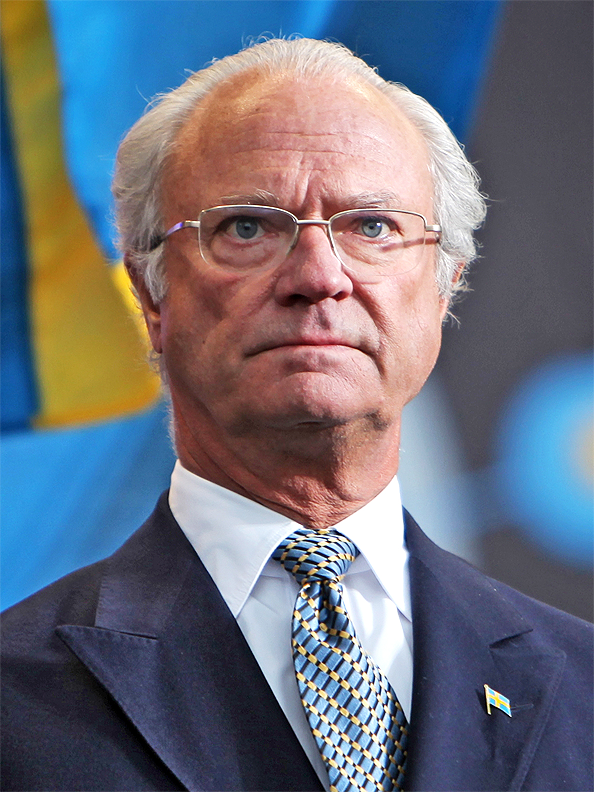
Le roi de Suède Charles XVI Gustave descend à la fois d'Isabeau de Machecoul (1272-1316) et de Louise de Machecoul (1276-1307).
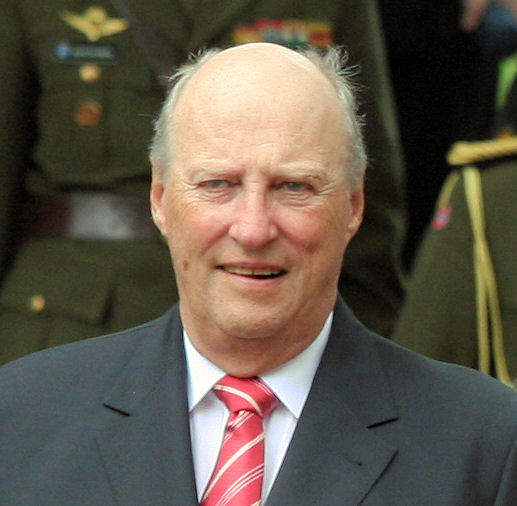
Le roi de Norvège Harald V descend à la fois d'Isabeau de Machecoul (1272-1316) et de Louise de Machecoul (1276-1307).
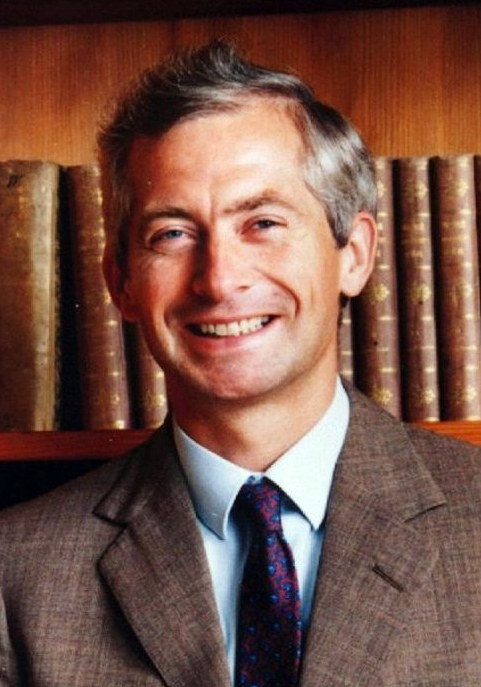
Le prince du Liechtenstein Hans-Adam II descend à la fois de Nicole de Machecoul (après 1250-????), d'Isabeau de Machecoul (1272-1316) et de Louise de Machecoul (1276-1307).

### Données générales et historiques
- Machecoul
- Pays de Retz
- Abbaye de Villeneuve

### Données généalogiques
- Liste des seigneurs, barons et ducs de Retz
- Liste des vicomtes de Thouars
- Maison capétienne de Dreux
- Famille de Chabot